# 신준기
신준기(辛駿基, 1982년 3월 9일 ~ )은 서울특별시에서 태어난 대한민국의 베이시스트이며, 록 밴드 버즈의 멤버이다.
2003년 버즈의 멤버로 데뷔하였으며, 2011년 12월 2일에 발매된 4th Floor의 음반 《4th Floor》 《안녕》, 《유리창》에 베이시스트로 참여했다. 《Monologue》, 《겁쟁이》, 《가시》, 《나에게로 떠나는 여행》, 《사랑은 가슴이 시킨다》, 《남자를 몰라》, 《My love》등의 여러 히트곡들을 지닌 가수다. 버즈 해체 후 민경훈의 솔로 2집 활동에 함께 하였으며 민경훈의 노래 중 《너니깐》, 《Happy Time》을 민경훈과 공동작곡하였으며, 인디밴드 프리마켓의 곡 《연애다반사》를 자곡했고, 밴드 노라조의 곡 《Gaia》를 작사하였다. 뮤지션으로서의 활동 뿐만 아니라 음악강사, 줄줄이꿀닭 신당점 대표로도 활동했으나 정리하였고 현재는 버즈의 멤버로 활동하고 있다.

## 학력
- 청담고등학교 졸업
- 경기대학교 전자디지털음악학 학사

## 음반

### 4th Floor 앨범
- 2011년 《4th Floor》 안녕,유리창

### 버즈 앨범
- 2003년 《Morning of Buzz》 버즈 정규 1집
- 2004년 《가난한 사랑》
- 2004년 《Jingle bell rock》크리스마스 스토리
- 2005년 《Effect》 버즈 정규 2집
- 2005년 《사랑은 가슴이 시킨다》
- 2006년 《Perfect》 버즈 정규 3집
- 2006년 《떠나... 그리고 울지마》
- 2006년 《활주》나루토 1기, 2기 오프닝
- 2006년 《투지》나루토 3기, 4기 오프닝
- 2006년 《2006 BUZZ Live & Acoustic》
- 2007년 《사랑은 가슴이 시킨다 Part.2》
- 2008년 《꿈을 찾아서》브리스톨 탐험대 OST
- 2008년 《Morning of Buzz Music 2.0 Edition》
- 2014년 《8년만의 여름》
- 2014년 《Train》
- 2014년 《Memorize》 버즈 정규 4집

## 방송
- 2006년 Mnet 버즈노 시크레토 센세

## CF
- 2005년 음악사이트 도시락
- 2005년 스쿨룩스
- 2006년 Mnet

## 경력
- 2003년 ~ 2006년 그룹 버즈 베이스
- 2007년 그룹 프리마켓 베이스
- 2011년 12월 그룹 4th Floor  베이스
- 2012년 6월 ~ 프렌차이즈 닭강정 업체 줄줄이 꿀닭 신당점 대표
- 2013년 2월 그룹 The Choppers 베이스
- 2014년 ~ 그룹 버즈 베이스

## 수상
- 2004년 12월 29일 2004 SBS 가요대전 ROCK 부문상
- 2005년 11월 27일 2005 MKMF 록부문 최우수 뮤직비디오상
- 2005년 11월 1일 제12회 대한민국 연예예술상 록발라드 부분 가수상
- 2005년 12월 7일 제20회 골든디스크상 본상
- 2005년 12월 29일 SBS 가요대전 본상
- 2005년 12월 30일 KBS 가요대상 올해의 가수상
- 2005년 12월 31일 MBC 10대 가수가요제 본상
- 2006년 11월 25일 MKMF 록부문 최우수 뮤직비디오상
- 2006년 12월 14일 제21회 골든디스크상 본상
- 2006년 12월 29일 SBS 가요대전 본상